# Cabeçada
Cabeçada é um dos golpes na capoeira. Trata-se de um golpe comum utilizando a cabeça sobre o oponente, considerado uma das técnicas fundamentais da capoeira tradicional.
Apesar de simples de aplicar, a cabeçada é um dos golpes mais perigosos, frequentemente causadora de mortes. No século XIX, era uma técnica letal da capoeira carioca. No jogo contemporâneo, as cabeçadas violentas geralmente são evitadas.
Na capoeira, há cabeçadas específicas, como o arpão de cabeça, o escorumelo e a cocada.

## História

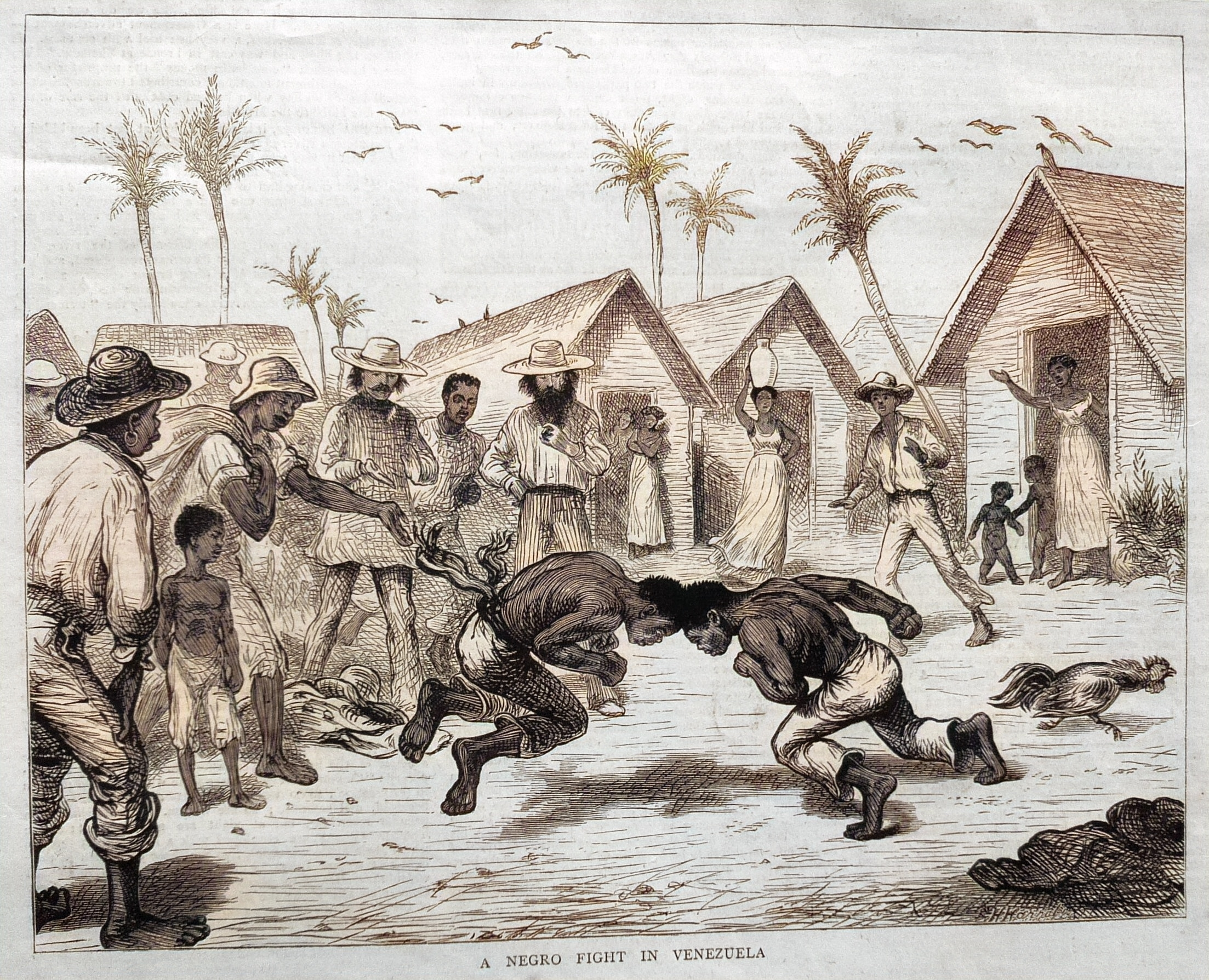
Uma luta de negros na América do Sul, 1874.

A única adição significativa à capoeira, além de seu núcleo de chutes oriundo do engolo, foi o uso da cabeçada, uma prática comum de origem africana nas Américas, conhecida como jogo de cabeçadas. No século XIX, as cabeçadas eram a principal técnica dos capoeiras, conforme registros policiais. Entre 1822 e 1824, o pintor alemão Johann Moritz Rugendas descreveu a capoeira como um jogo de cabeçadas:

Dois oponentes se enfrentam, cada um tentando atingir o peito do adversário com a cabeça e derrubá-lo. Eles dão mortais e fazem pausas antes de lançar o ataque. Às vezes, se posicionam como bodes, investindo com a cabeça um contra o outro. O jogo frequentemente se transforma em uma briga violenta quando facas são sacadas e o sangue é derramado.— Johann Moritz Rugendas
Na capoeira carioca, a cabeçada era uma técnica letal. Um visitante inglês que esteve no Rio de Janeiro em 1826 escreveu sobre essa técnica mortal:

Eles não precisam de punhal, ferro de gaiola ou qualquer outra arma. Em lugar de tudo isso, usam apenas a cabeça; e com ela investem contra o peito da vítima como touros. Vi um oficial que foi assassinado dessa forma e jogado por cima do muro em seu jardim, onde a família o encontrou pela manhã: a parte superior do corpo havia sido achatada como se o instrumento da morte tivesse sido um malho.
Técnicas letais de cabeçada também foram utilizadas na Bahia no século XIX:

Na noite de 22 de fevereiro de 1883, o soldado José Raimundo de Souza, de serviço na Baixa dos Sapateiros, tentou prender o estivador Celestino, autor de uma grande confusão naquela rua, e recebeu dele uma ‘cabeçada’ que causou sua morte quase instantânea.
Embora as cabeçadas fossem proeminentes na capoeira de rua por sua eficácia, seu uso era relativamente raro no ambiente do jogo. Na capoeira moderna, as cabeçadas são mais utilizadas como tática defensiva para manter um oponente perigosamente próximo à distância, do que como técnica principal.

## Técnica

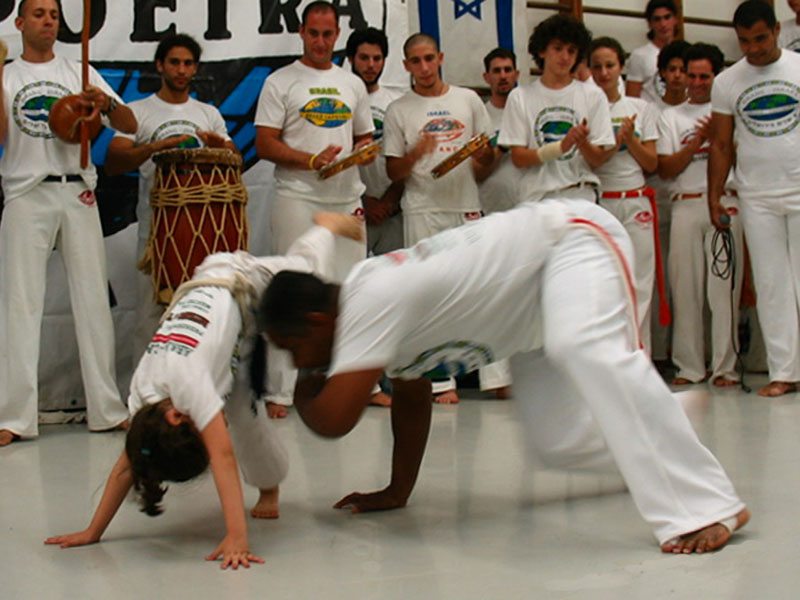
Cabeçada no jogo de capoeira.

Para aplicar uma cabeçada, o capoeirista abaixa o corpo e se lança em direção ao oponente, atingindo-o com a testa. A cabeçada pode ser desferida em várias regiões do corpo. Os alvos preferenciais são: 
- Plexo solar, onde uma cabeçada firme pode ser suficiente para derrubar o adversário.
- Peito
- Queixo ou mandíbula, de baixo para cima.

Sempre que houver uma abertura na defesa, a possibilidade da cabeçada é iminente. Nessa técnica, o atacante se aproxima rapidamente, deslizando a cabeça pelo peito do oponente, geralmente mirando o queixo, o nariz ou a testa no momento do impacto. É importante enfatizar que essa técnica jamais deve ser executada por completo em situação de jogo, devido às suas consequências sérias.
Segundo o mestre Pastinha, a cabeçada sob o maxilar, de baixo para cima, é muito perigosa e pode ser aplicada quando o oponente está muito próximo. Segundo o mestre Bimba, "sua aplicação requer muita malícia".

## Aplicação
Segundo o mestre Pastinha, a cabeçada é um golpe de malícia que pode ser aplicado no peito ou no rosto, com uma rápida rotação do corpo quando o oponente acredita que o atacante está recuando.
Capoeiristas usam diversas artimanhas para executar cabeçadas. Por exemplo, na ginga, podem inclinar o corpo para o lado como se estivessem se esquivando, mas na verdade se preparam para aplicar uma cabeçada se houver espaço suficiente. O capoeirista também pode deixar cair objetos e, ao abaixar-se para pegá-los, aplicar a cabeçada, especialmente quando enfrenta um oponente inexperiente. Além disso, se um capoeirista estiver sendo contido por dois homens, pode se libertar abaixando o corpo e aplicando uma cabeçada.

## Variações
Na capoeira carioca, as cabeçadas eram tão importantes que recebiam nomes diferentes dependendo da forma como eram aplicadas. Por exemplo, a caveira no espelho, significando "crânio no espelho", era uma cabeçada frontal em pé no rosto, enquanto a cocada era uma cabeçada ascendente por baixo do queixo.

### Cocada

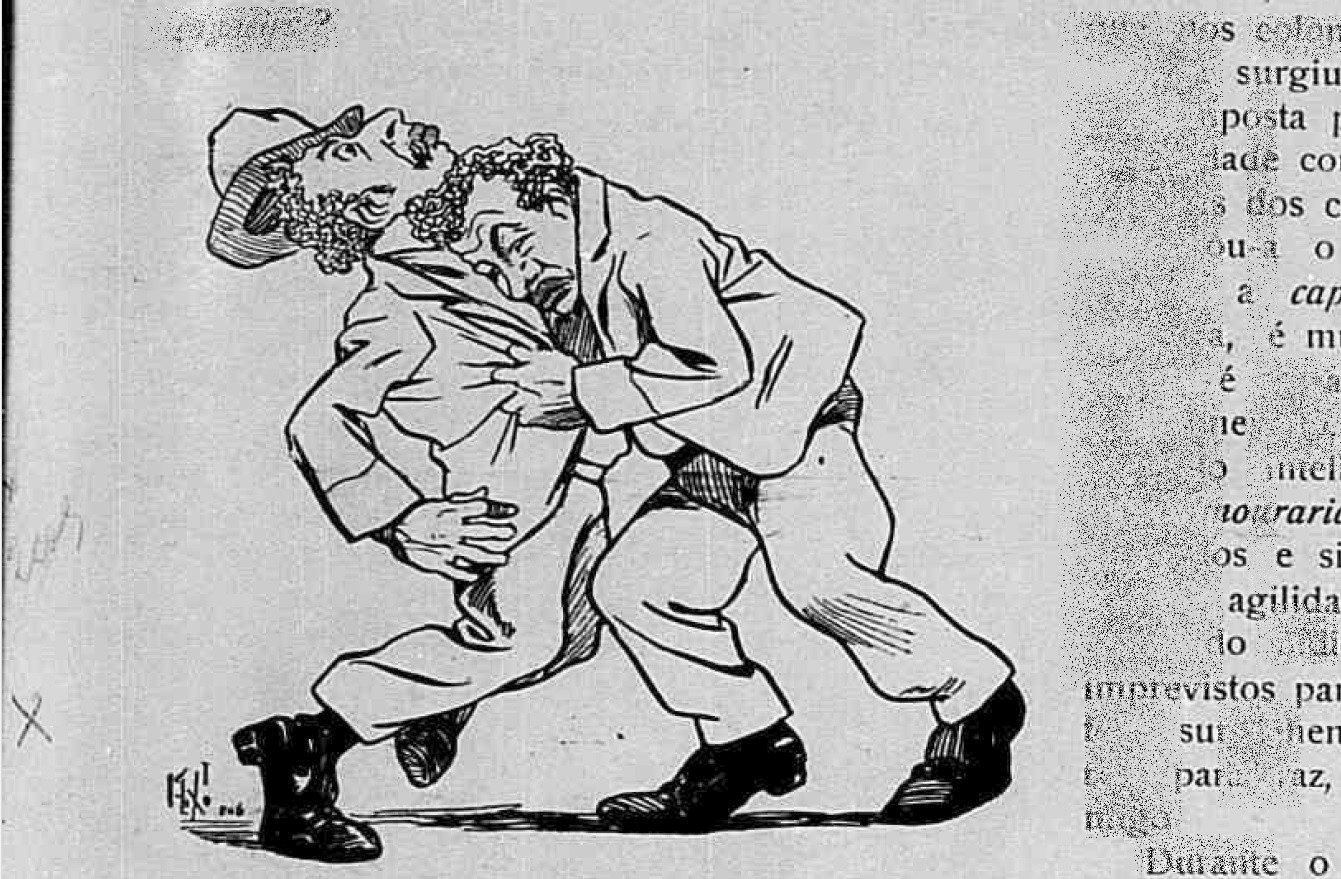
Caricatura da capoeira carioca do Rio, usando a cabeçada cocada.

A cabeçada cocada é um movimento simples, mas eficaz. Para executá-lo, o atacante se aproxima do oponente e subitamente se abaixa, acertando o oponente com a cabeça por baixo do queixo, no peito, no estômago ou até mesmo no rosto. Esse golpe é semelhante ao Rabo de arraia em suas consequências, podendo ser bastante desorientador e até assustador para quem o recebe quando bem executado.

### Arpão de cabeça
O arpão de cabeça é uma cabeçada violenta, na qual o atacante utiliza todo o peso do corpo. Os braços são inicialmente cruzados em frente ao rosto do jogador para protegê-lo de um possível golpe de joelho. No momento do impacto, os braços são então abertos, aumentando a força do movimento dirigido ao peito ou estômago do adversário.

## Defesas
Uma defesa possível contra a cabeçada é jogar o corpo para trás e golpear a parte de trás da cabeça do atacante com a mão. Outra opção é descer rapidamente assim que se percebe a intenção do atacante e chutá-lo com o pé de baixo para cima.

## Bibliografía
- Burlamaqui, Aníbal (1928). Gymnástica nacional (capoeiragem), methodisada e regrada. Rio de Janeiro: [s.n.]
- Da Costa, Lamartine Pereira (1961). Capoeiragem, a arte da defesa pessoal brasileira. Rio de Janeiro: Oficial da Marinha
- Pastinha, Mestre (1988). Capoeira Angola. [S.l.]: Fundação Cultural do Estado da Bahia
- Assunção, Matthias Röhrig (2002). Capoeira: The History of an Afro-Brazilian Martial Art. [S.l.]: Routledge. ISBN 978-0-7146-8086-6
- Capoeira, Nestor (2007). The Little Capoeira Book. [S.l.]: Blue Snake Books. ISBN 9781583941980
- Desch-Obi, M. Thomas J. (2008). Fighting for Honor: The History of African Martial Art Traditions in the Atlantic World. Columbia: University of South Carolina Press. ISBN 978-1-57003-718-4
- Talmon-Chvaicer, Maya (2008). The Hidden History of Capoeira: A Collision of Cultures in the Brazilian Battle Dance. [S.l.]: University of Texas Press. ISBN 978-0-292-71723-7